# K2-18
K2-18 ist ein Roter Zwerg in einer Entfernung von 124 Lichtjahren von der Erde. In der habitablen Zone dieses Sterns wurde im Jahr 2015 mithilfe des Weltraumteleskops Kepler ein Exoplanet im Format einer sogenannten Supererde oder eines Mini-Neptuns entdeckt, der die Bezeichnung K2-18b erhielt. Die Atmosphäre dieses Planeten wird intensiv untersucht und zeigt Spuren mehrerer interessanter Gase wie Methan, Kohlendioxid und Dimethylsulfid, sowie möglicherweise auch Wasserdampf.

## Zentralstern
Der Zentralstern K2-18 ist ein im Vergleich zur Sonne sehr leuchtschwacher Roter Zwerg. Seine Masse beträgt etwa 0,4 bis 0,5 Sonnenmassen und sein Radius etwa 0,35 bis 0,45 Sonnenradien. Die Spektralklasse beträgt M2.5 V. Durch die deutlich geringere Masse und langsamere Kernfusion wird dieser Stern ein deutlich höheres Alter als die Sonne erreichen. Derart kleine Sterne tendieren jedoch zu deutlich stärkeren Strahlungsausbrüchen, weshalb gemäß aktuellem Forschungsstand umstritten ist, ob sie lebensfreundliche Bedingungen auf Planeten ermöglichen können (siehe dazu auch Roter Zwerg#Planeten).

## Planet K2-18 b
Der Planet K2-18 b ist etwa 0,14 AE entfernt vom Zentralstern und umläuft ihn in 33 Tagen. Da der Stern deutlich kleiner als die Sonne ist, befindet sich der Planet in der habitablen Zone mit einer Gleichgewichtstemperatur von 284 ± 15 K. Masse und Radius konnten bestimmt werden, weil der Planet mittels Transitmethode wie auch mittels Radialgeschwindigkeitsmethode detektiert werden konnte. Er hat in etwa die 7- bis 10-fache Erdmasse und den 2,7-fachen Radius der Erde. Daraus ergibt sich eine im Vergleich zur Erde deutlich niedrigere Dichte. Die Atmosphäre des Planeten ist Gegenstand einer intensiven Untersuchung, da sich darin mehrere interessante Gase zu befinden scheinen. Die Debatte um die Interpretation der Daten ist im Gange und wird wohl erst durch weitere Folgemessungen aufgeklärt werden können.

## Kandidat K2-18 c
Neben dem bestätigten Planeten K2-18 b existiert im System möglicherweise auch der vorgeschlagene Planet K2-18 c, der jedoch noch umstritten ist. Dieser Planet würde mit einer etwas geringeren Masse von etwa 5 bis 9 Erdmassen auf einer deutlich engeren Bahn, in einer Entfernung von 0,06 AE, alle 9 Tage um den Stern kreisen. Die größere Nähe würde zu einer deutlich höheren Gleichgewichtstemperatur von mindestens 350 K führen. Das Signal des Planeten könnte aber gemäß Sarkis et al. auch durch stellare Aktivitäten verursacht werden.